# (39460) 4332 T-3
4332 T-3 (asteroide 39460) é um asteroide da cintura principal. Possui uma excentricidade de 0.15685480 e uma inclinação de 17.23573º.
Este asteroide foi descoberto no dia 16 de outubro de 1977 por Cornelis Johannes van Houten e Ingrid van Houten-Groeneveld e Tom Gehrels em Palomar.